# Midsummer Madness
Midsummer Madness è un film muto del 1920 diretto da William C. de Mille.

## Produzione
Il film fu prodotto dalla Famous Players-Lasky Corporation (A William de Mille Production) con il titolo di lavorazione His Friend and His Wife, come il romanzo di Cosmo Hamilton da cui è stata tratta la sceneggiatura del film firmata da Olga Printzlau.
Mitchell Leisen lavorò al film come direttore di produzione.

## Distribuzione
Distribuito dalla Famous Players-Lasky Corporation e dalla Paramount Pictures, il film - presentato da Jesse L. Lasky - uscì nelle sale cinematografiche statunitensi il 23 gennaio 1921, dopo una prima tenuta nel dicembre 1920. In Finlandia uscì il 16 dicembre 1923.